# Institut national du bâtiment et des travaux publics
 (février 2025).
L'Institut National du Bâtiment et des Travaux Publics (INBTP) est un établissement public d’enseignement supérieur et universitaire situé à Kinshasa, en république démocratique du Congo (RDC). Fondé le 16 novembre 1961, il est spécialisé dans la formation, la recherche et le développement dans les domaines du bâtiment, des travaux publics et des infrastructures.

## Historique
L'INBTP a été créé par ordonnance n°84 du 16 novembre 1961, dans le but de former des cadres qualifiés pour répondre aux besoins croissants de développement des infrastructures en RDC, notamment dans le secteur de la construction et des travaux publics. Depuis sa création, l'institut a contribué à fournir des ingénieurs, des techniciens et des experts dans des disciplines essentielles pour l’urbanisation et l'aménagement du territoire national,.

## Mission et objectifs
L'INBTP poursuit une double mission d’enseignement et de recherche, :
1. Former des professionnels qualifiés dans les métiers du bâtiment et des travaux publics, notamment des ingénieurs civils, des architectes, des géomètres et des urbanistes[5]
2. Contribuer à la recherche appliquée dans les domaines du génie civil, de la construction durable et des technologies modernes d’infrastructures[6],[7].
3. Appuyer le développement national en fournissant des solutions pratiques pour les projets d’aménagement, de construction et de gestion des infrastructures publiques[8].

## Programmes académiques
L’institut propose plusieurs programmes de formation, allant du cycle de graduat (licence en trois ans) au cycle de master, dans les domaines suivants, :
- Pré-licence ;
- Bâtiment et travaux publics ;
- Géomètre topographe ;
- Hydraulique et environnement ;
- Génie rural
- Génie civil ;
- Architecture ;
- Urbanisme ;
- Géotechnique ;
- Gestion des infrastructures ;
- Construction durable et énergies renouvelables ;
- Tronc commun d'ingénieurs.

## Organisation et infrastructures
L'INBTP dispose d’un campus moderne équipé de laboratoires spécialisés pour les essais sur les matériaux de construction, la mécanique des sols, et la modélisation structurelle. Le campus comprend également une bibliothèque, des salles de conférence et des ateliers de pratique professionnelle,,.

## Recherche et partenariats
L’INBTP mène des recherches appliquées sur les défis spécifiques au secteur de la construction en RDC, tels que :
- La construction durable adaptée au climat tropical.
- Les techniques innovantes pour l’exploitation des matériaux locaux.
- Les solutions pour l’urbanisation rapide des grandes villes comme Kinshasa.

L’institut collabore avec des universités et institutions internationales, ainsi que des entreprises locales et étrangères, pour promouvoir l'innovation dans le domaine des infrastructures.

## Impact et rayonnement
Grâce à ses diplômés, l’INBTP joue un rôle clé dans la modernisation des infrastructures congolaises, notamment dans les secteurs des routes, des ponts, des bâtiments publics et des logements. L’institut est également un acteur de premier plan dans la promotion des normes de qualité et de sécurité dans le secteur de la construction en RDC.